# 이건머니
이건머니는 SBS 보도본부가 제작하는 팟캐스트 SBS 골라듣는 뉴스룸의 여러 프로그램 중 하나다.
경제를 쉽고 친절하게 설명해주는 팟캐스트이다.
김범주 기자, 손승욱 기자, 권애리 기자가 고정으로 출연하며, 매주 목요일 0시(한국기준)에 업로드된다.
팟빵, 네이버 오디오클립, 애플 팟캐스트, SBS 뉴스 홈페이지, 고릴라 등에서 들을 수 있다.
SBS 뉴스 모바일 24의 한 프로그램으로 편성되어, 유튜브 영상으로도 시청할 수 있다.